# Plumularia strictocarpa
Plumularia strictocarpa är en nässeldjursart som beskrevs av Francois Jules Pictet de la Rive 1893. Plumularia strictocarpa ingår i släktet Plumularia och familjen Plumulariidae. Inga underarter finns listade i Catalogue of Life.